# Voultegon

Voultegon este o comună în departamentul Deux-Sèvres, Franța. În 2009 avea o populație de 550 de locuitori.